# NGC 3349
NGC 3349 ist eine Spiralgalaxie vom Hubble-Typ Sc im Sternbild Löwe am Nordsternhimmel. Sie ist schätzungsweise 363 Millionen Lichtjahre von der Milchstraße entfernt.
Das Objekt wurde am 22. März 1865 von Albert Marth entdeckt.